# Nyamata
Nyamata is een stad in Rwanda in de provincie Est.
Nyamata ligt 39 km ten zuiden van de hoofdstad Kigali en heeft ongeveer 35.000 inwoners. Nyamata is de belangrijkste plaats en het administratieve centrum van het district Bugesera. 

## Genocide-herdenkingssite

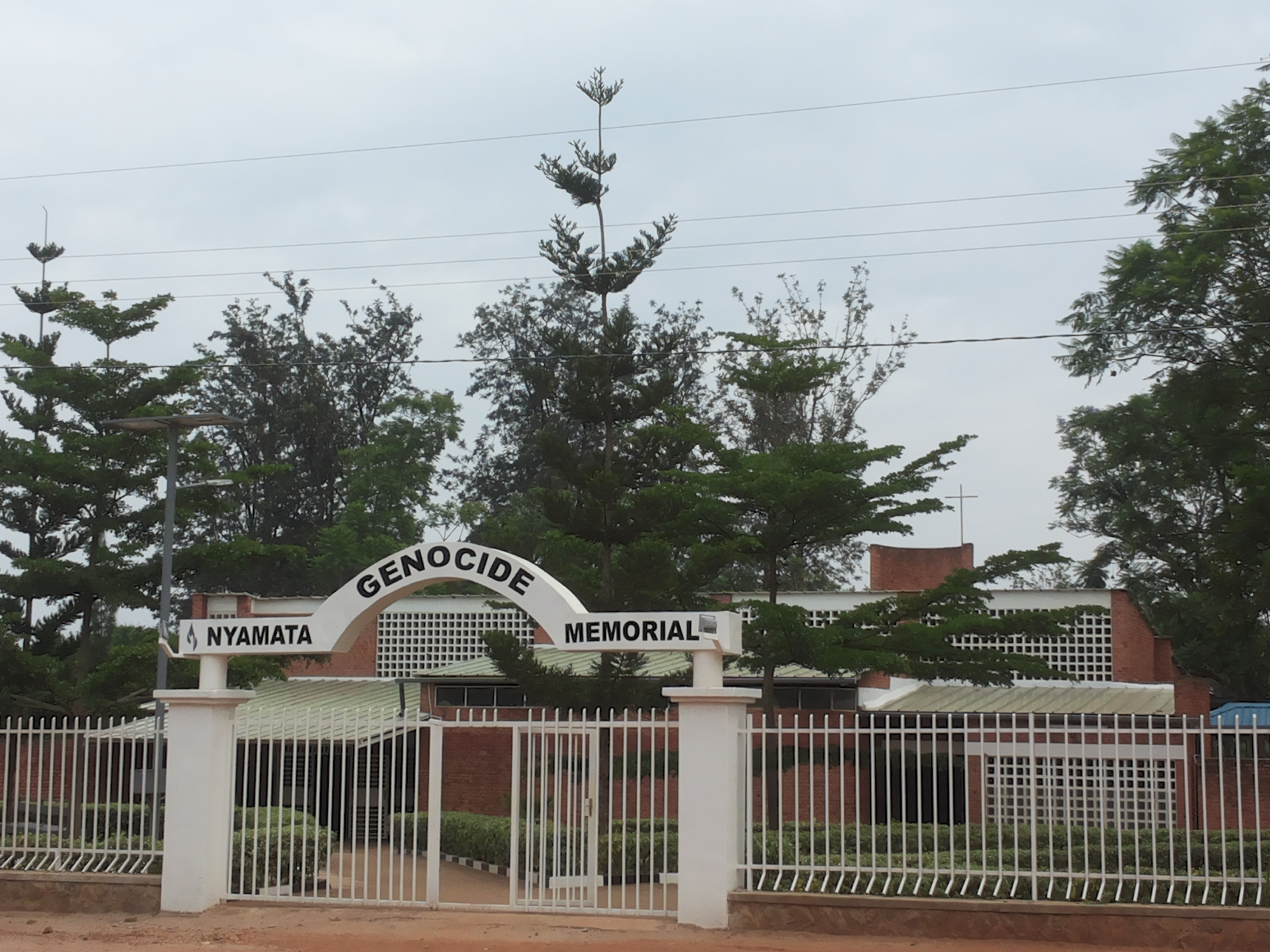
Nyamata Genocide-herdenkingssite

In en rondom de voormalige katholieke kerk van Nyamata bevindt zich een herdenkingssite voor de Rwandese Genocide van 1994. Bij het begin van de genocide zochten mensen bescherming in de kerk. De Hutu-milities forceerden toegang tot de kerk en vermoordden in en rondom de kerk 10.000 mensen. In de kerk en de twee massagraven achter de kerk bevinden zich de stoffelijke overschotten van zo'n 45.000 mensen.

## Geboren
- Antoine Kambanda (1958), kardinaal